# TTA
The True Audio (TTA) кодек — аудіокодек, що здійснює стиснення аудіофайлів без втрат, здатний працювати в режимі реального часу. Кодек заснований на адаптивних фільтрах і має такі ж або кращі характеристики, як і більшість сучасних кодер-декодерів без втрат. Основними вимогами до розробки компресора були прийнятна ступінь стиснення і висока швидкість роботи.

## Основні переваги TTA аудіокодека
- Компресія аудіо до 30 % без втрат
- Алгоритм кодування-декодування в режимі реального часу
- Мінімальні системні вимоги
- Безкоштовний і відкритий вихідний код і документація
- Може бути скомпільований на великій кількості різних платформ
- Простий і відкритий формат даних
- Плагіни для більшості популярних програвачів
- Графічний інтерфейс (GUI) для Windows
- Підтримка технології DirectShow
- апаратна підтримка[1]

Показники стиснення TTA-кодека залежать від змісту стискуваного музичного файлу, але стислий розмір в основному буде в межах від 30 до 70 % від оригінального.
TTA-кодек дозволяє зберігати до 20 звукових компакт-дисків (CD-Audio) на одному DVD-R, з підтримкою тегів ID3 і APEv2.
Вихідні коди TTA-аудіокодека без втрат і дистрибутиви проєкту вільно доступні і поширюються під універсальної загальнодоступною ліцензією LGPL.